# Bourma (Zabré)
Pour les articles homonymes, voir Bourma.
Bourma est une localité située dans le département de Zabré de la province du Boulgou dans la région Centre-Est au Burkina Faso.

## Histoire
Bourma est un village fondé au XIXe siècle par l'ethnie Bissa. Dans la première moitié du XXe siècle, l'onchocercose sévissant autour du lac de Bagré entraîne l'abandon de nombreux villages bissa situés au nord du département, dont Bourma, avant leur repeuplement au tournant des années 2000.

## Santé et éducation
Le centre de soins le plus proche de Bourma est le centre médical avec antenne chirurgicale (CMA) de Zabré.
Le village ne possède pas d'école.